# 아라이크 하루튜냔

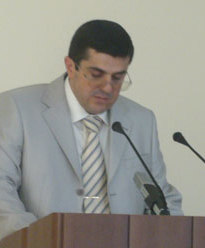
아라이크 하루튜냔

아라이크 블라디미리 하루튜냔(아르메니아어: Արայիկ Վլադիմիրի Հարությունյան, 러시아어: Араи́к Влади́мирович Арутюня́н 아라이크 블라디미로비치 아루튜냔[*], 1973년 12월 14일 ~ )는 아르차흐 공화국의 제4대 대통령이다.
그는 2017년 아르차흐 공화국의 총리직이 폐지되기전 마지막 총리였으며, 2018년까지 아르차흐 공화국의 국무장관을 역임했다.

## 경력
하루튜냔은 1994년 아르차흐 재정경제부에서 경력을 시작하여 장관의 보좌관으로 일했다. 1997년 그는 공직을 그만두고 아르마그로뱅크의 민간 부문에서 경력을 시작하여 2004년까지 그곳에서 일했다.
2007년에 그는 당시 바코 사하캰 대통령에 의해 총리로 임명되었다. 총리로서의 첫 연설은 미승인 국가의 경제, 민주주의, 사회 정의를 되살리겠다는 약속으로 가득했다. 그가 취하겠다고 약속한 조치에는 '부패, 보호주의, 족벌 체제 및 사회적 악에 맞서 싸우는 것'이 포함되었다. 이 후 2017년 헌법 국민 투표로 이원집정부제에서 대통령제로 변경되어 총리는 폐지되었다.
하루튜냔은 사하크얀 정부에 남았으며 국무장관으로 임명되었다.
2020년 대통령 선거에 출마하여 당선됨으로써 아르차흐 공화국의 4대 대통령이 되었다.